# Kazimierz Brandys
Kazimerz Brandys (Lodz, Polonia, 27 de octubre de 1916-París, 11 de marzo de 2000) fue un escritor polaco que ha sido traducido a varias lenguas.

## Vida
Estudió Derecho en la Universidad de Varsovia antes de la guerra. Perteneció a la Unión izquierdista de Juventudes Independiente Socialista. A causa de sus orígenes judíos, pasó los años de guerra para periódicos arios en Varsovia y Cracovia. 
Después de la guerra se instaló en Varsovia. Tras la publicación de Madre de los reyes fue asociado con el ala liberal de la intelectualidad polaca y, desde los años setenta, con la oposición democrática. 
Cuando la ley marcial fue declarada en Polonia en 1981, decidió permanecer en París, donde murió el 11 de marzo de 2000.

## Obra
Brandys también enfrenta la publicación de fabricación de ficción en su novela de ocupación como en la novela Rondó.
Aunque fuera un gran maestro estilístico, evitó estrategias de escritura de vanguardia. Al respecto afirma: «Para mí, realmente hubo sólo dos temas desde el principio mismo. Primero, cuando y como la realidad se hace un cuento, y un cuento se hace realidad. Segundo, si realmente y en que grado uno puede crear el propio destino de alguien, la Providencia y la Historia no obstante.»[cita requerida]
La perplejidad y la naturaleza caprichosa de historia, política, y el romance  eran los temas constantes de Brandys. Los Meses, por ejemplo, eran un registro de las experiencias y el estado de ánimo de un escritor centroeuropeo que se hizo un disidente y luego un emigrante. La historia de amor y la unión tempestuosa entre dos personas que se encontraron de adolescentes, en la escuela secundaria.

## Distinciones
En 1993 le fue concedida Orden francesa de Bellas Artes y Literatura.